# Lyssach
Lyssach es una comuna suiza del cantón de Berna, situada en el distrito administrativo del Emmental. Limita al norte con las comunas de Rüdtligen-Alchenflüh y Kirchberg, al este con Burgdorf, al sur con Rüti bei Lyssach, Mötschwil y Hindelbank, y al oeste con Kernenried y Fraubrunnen.
Hasta el 31 de diciembre de 2009 situada en el distrito de Burgdorf.